# ZBasic
ZBasic foi um compilador inicialmente lançado pela Simutek em 1980. Os esforços combinados de Andrew Gariepy, Scott Terry, David Overton, Greg Branche, e Halbert Laing levaram a versões para computadores MS-DOS, Apple II, Apple Macintosh, CP/M e TRS-80.
O ZBasic era um compilador rápido, eficiente e bastante avançado com IDE. O seu objetivo era ser um sistema de desenvolvimento multiplataforma, onde o mesmo código fonte poderia ser compilado em várias plataformas sem a necessidade de modificações.